# 埃卜·奥韦斯
埃卜·奥韦斯（英文：Abu Oweis），2011年利比亚内战的黎波里旅的创立者和主要指挥官。